# Somatidia laevior
Somatidia laevior là một loài bọ cánh cứng trong họ Cerambycidae.